# Ceylonvisseltrast
Ceylonvisseltrast (Myophonus blighi) är en  fågel i familjen flugsnappare. Den förekommer enbart i täta bergsskogar i Sri Lanka. Arten är fåtalig och minskar i antal till följd av skogsavverkning. Den anses därför vara starkt utrotningshotad.

## Utseende och läten
Ceylonvisseltrasten är en liten (20 cm) visseltrast. Hanen är brunsvart med blåglänsande inslag, framför allt på panna, i ögonbrynsstreck och på inre vingtäckare. Honan är brun med blå skulderfläck och rostbrun anstrykning på tygel, strupe och bröst. Ungfågeln liknar honan, men är mer rostbrun under och med ockrafärgade skaftstrimmor på hals, bröst och huvud. Lätet är ett gällt, visslande "sree".

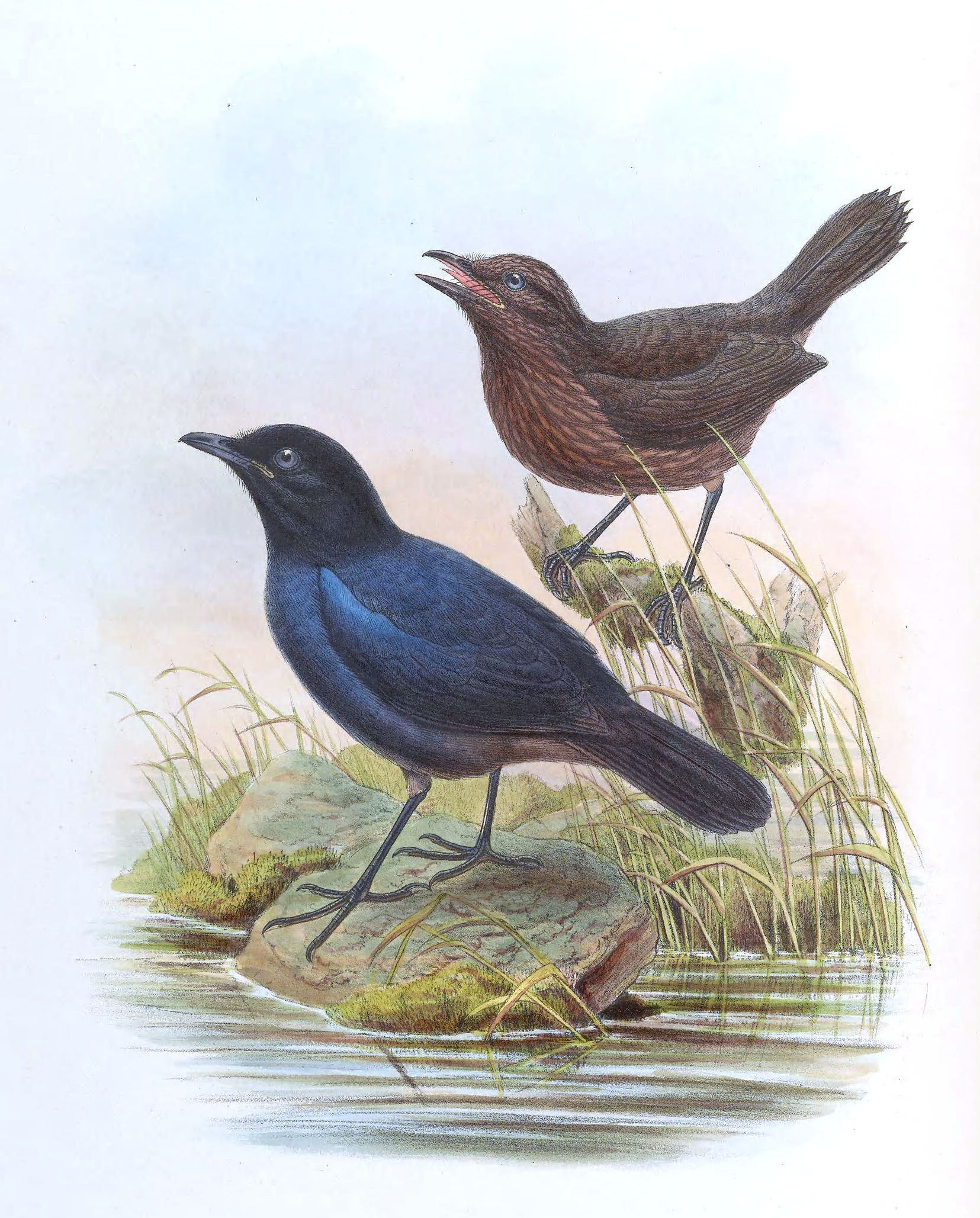
Hane och hona ceylonvisseltrast illustrerade av John Gould.

## Utbredning och status
Ceylonvisseltrasten förekommer enbart på Sri Lanka i bergsraviner. Arten har en mycket liten världspopulation bestående av endast mellan 600 och 1 700 häckande individer. Dess utbredningsområde är dessutom fragmenterat och minskar i omfång till följd av skogsavverkning. Internationella naturvårdsunionen IUCN kategoriserar därför arten som starkt hotad.

## Familjetillhörighet
Släktet placerades tidigare med trastar i Turdidae, men DNA-studier visar att arterna är trastlika flugsnappare närmast blåpannad visseltrast (Cinclidium frontale), klyvstjärtar och Tarsiger.

## Levnadssätt
Ceylonvisseltrasten är en skygg marklevande fågel som är begränsad till täta bergsskogar ovan 900 meters höjd. Den ses vanligen nära strömmande vattendrag, framför allt i raviner och bergspass. Fågeln häckar från januari till mars, möjligen igen i september, på klipphyllor nära vattenfall eller forsar, även i trädklykor.

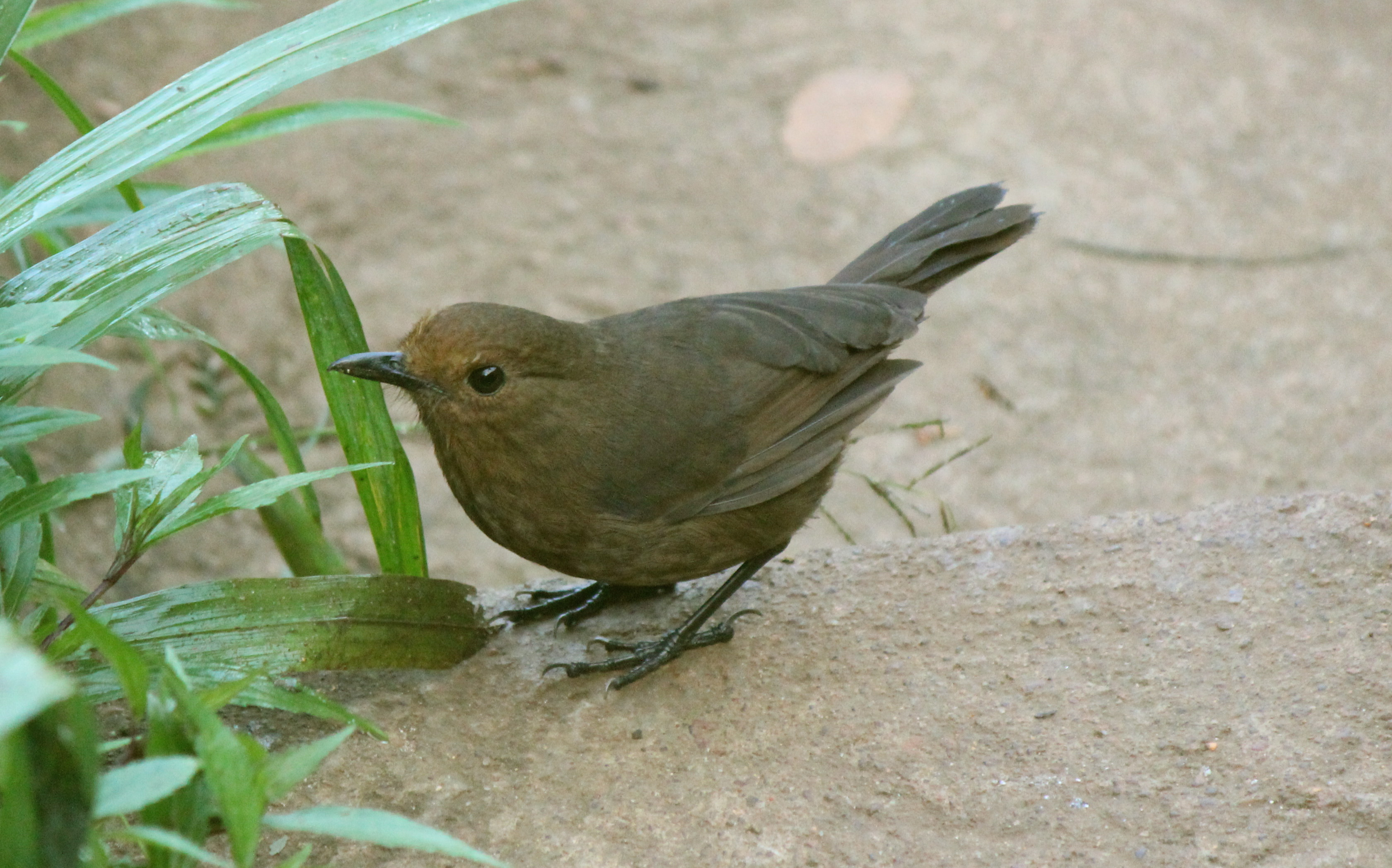
Hona ceylonvisseltrast.

## Namn
Fågelns vetenskapliga artnamn hedrar Samuel Bligh, en brittisk kaffeplantageägare på Ceylon 1872-1887.